# Uranotaenia lui
Uranotaenia lui är en tvåvingeart som beskrevs av Lien 1968. Uranotaenia lui ingår i släktet Uranotaenia och familjen stickmyggor.
Artens utbredningsområde är Taiwan. Inga underarter finns listade i Catalogue of Life.